# Georg de Laval
Patrik Georg Fabian de Laval  (Estocolmo, 16 de abril de 1883 - 10 de março de 1970) foi um pentatleta sueco. 

## Carreira
Georg de Laval representou seu país nos Jogos Olímpicos de 1912, na qual conquistou a medalha de bronze, no pentatlo individual, e prata no tiro de pistola 50m. 